# Rie Matsumoto
Rie Matsumoto (松本 理恵?, Matsumoto Rie; 1985) è una regista giapponese.

## Biografia
Matsumoto è diventata uno dei registi anime più giovani di sempre ed è uno dei pochi registi femminili nel settore. Ha iniziato a lavorare come assistente e regista degli episodi per diversi anime basati sul franchise Pretty Cure alla fine degli anni 2000. Nel 2010 ha diretto il film HeartCatch PreCure The Movie: Fashion Show in the Flower Capital... Really?!, ovvero, il suo primo lavoro come direttore capo. Inoltre ha diretto l'ONA Kyōsōgiga che nel 2012  è stato ben accetto. Recentemente (2015), con l'incarico di Blood Blockade Battlefront, si è guadagnata la sua lode.

## Filmografia
| Anno | Titolo                                                                                            | Ruolo                                                                                                  | Nota     |
| ---- | ------------------------------------------------------------------------------------------------- | --- | -------- |
| 2006 | Futari wa Pretty Cure Splash☆Star                                                                 | Assistente regista (18 episodi)                                                                        | Serie TV |
| 2007 | Yes! Pretty Cure 5                                                                                | Regista episodi (2 episodi), assistente regista episodi (9 episodi)                                    | Serie TV |
| 2007 | Yes! PreCure 5 The Movie: Great Miraculous Adventure in the Mirror Kingdom!                       | Assistente regista                                                                                     | Film     |
| 2008 | Yes! Pretty Cure 5 GoGo!                                                                          | Regista episodi (7 episodi), storyboard (4 episodi)                                                    | Serie TV |
| 2009 | Fresh Pretty Cure!                                                                                | Regista episodi, storyboard, e regista unità (5 episodi)                                               | Serie TV |
| 2009 | Marie & Gali                                                                                      | Regista episodi e storyboard (1 episode)                                                               | Serie TV |
| 2010 | Pretty Cure All Stars DX2: Light of Hope ☆ Protect the Rainbow Jewel!                             | Storyboard, regista unità                                                                              | Film     |
| 2010 | HeartCatch PreCure The Movie: Fashion Show in the Flower Capital... Really?!                      | Regista                                                                                                | Film     |
| 2011 | Pretty Cure All Stars DX3: Deliver the Future! The Rainbow-Colored Flower That Connects the World | Storyboard, regista unità                                                                              | Film     |
| 2012 | Kyōsōgiga                                                                                         | Regista                                                                                                | ONA      |
| 2012 | Kyōsōgiga Dainidan                                                                                | Regista serie, regista episodi (2 episodi), storyboard (3 episodi)                                     | ONA      |
| 2012 | Saint Seiya Ω                                                                                     | Regista episodi e storyboard (2 episodi)                                                               | Serie TV |
| 2013 | Kyōsōgiga                                                                                         | Regista serie, regista episodi e script (3 episodi), storyboard (7 episodi) e composizione della serie | Serie TV |
| 2015 | Blood Blockade Battlefront                                                                        | Regista serie, Regista episodi (1 episodio), storyboard (12 episodi), suono                            | Serie TV |